# Mamulengo

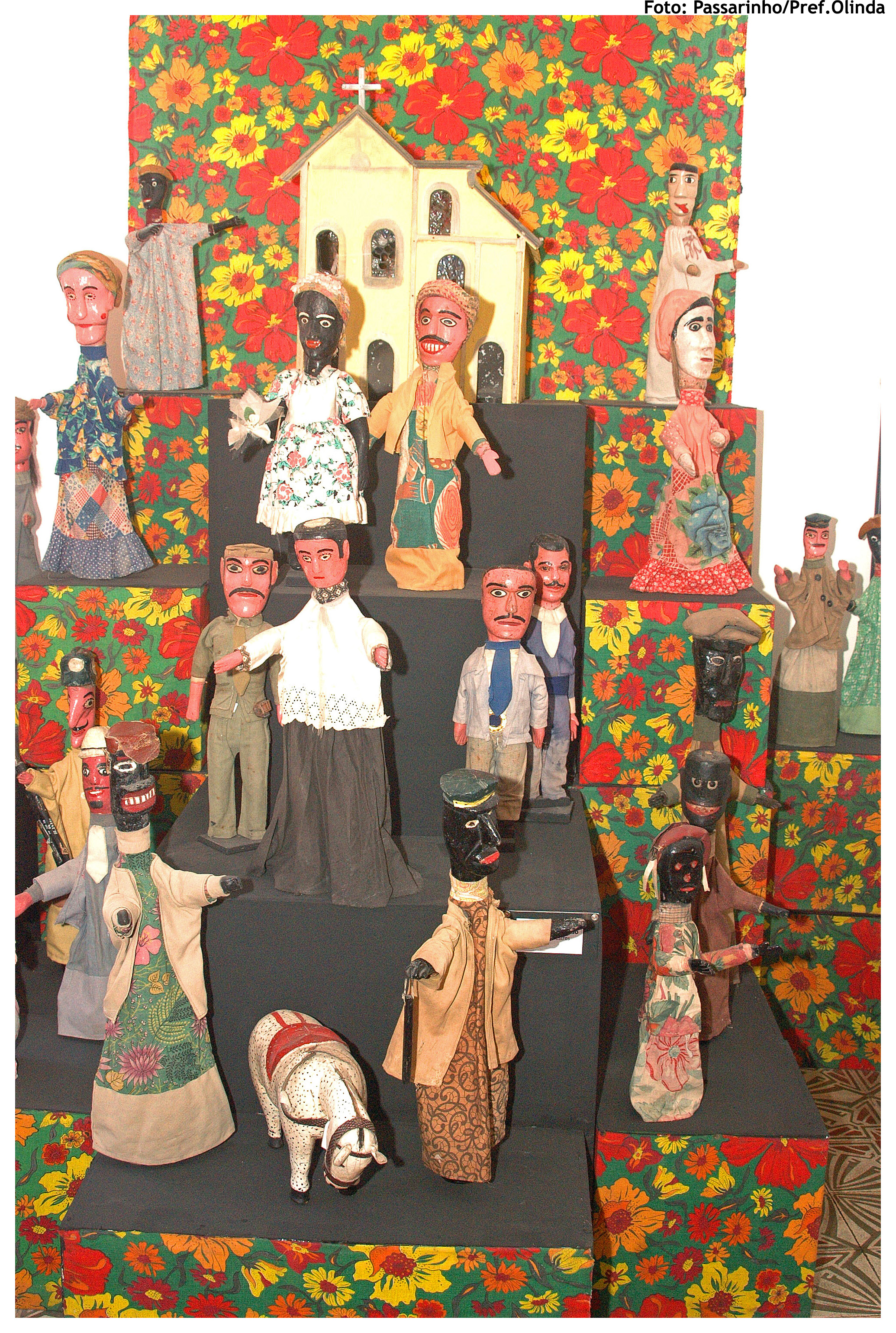
Pernambuco é berço do Teatro de Bonecos Popular do Brasil. Na foto, fantoches típicos no Museu do Mamulengo em Olinda.

Mamulengo é um tipo de fantoche típico do nordeste brasileiro, especialmente do estado de Pernambuco. A origem do nome é controversa, mas acredita-se que ela se originou de mão molenga - mão mole, ideal para dar movimentos vivos ao fantoche. Um ou mais manipuladores dão voz e movimento aos bonecos. 
Suas apresentações eram em praça pública, em geral nos arrabaldes durante os festejos religiosos, apresentando temática em geral bíblica ou sobre atualidades.
O Mamulengo faz parte da cultura popular nordestina, sendo praticada desde a época colonial. Retrata situações cotidianas do povo que a pratica (geralmente, cômicas ou satíricas).
No ano de 2015, foi reconhecido pelo Instituto do Patrimônio Histórico e Artístico Nacional (Iphan) como Patrimônio Cultural do Brasil. O processo de Registro, resultou na publicação, em 2014, de dois trabalhos intitulados Dossiê interpretativo e Dossiê videográfico, de autoria das pesquisadoras: Dra. Izabela Brochado e Dra. Adriana Alcure, respectivamente.

## Museu
Na cidade  Olinda o Espaço Tiridá - Museu do Mamulengo procura preservar a tradição dos bonecos, contando em seu acervo com cerca de mil e quinhentas peças, além de realizar apresentações diárias.
O Museu é mantido pela Prefeitura de Olinda, mantendo peças antigas e preservando a memória de mestres populares desta arte, como Saúba, Tonho de Pombos, Luiz da Serra, Pedro Rosa, Zé Lopes, Antônio Biló, Manuel Marcelino, etc.
Em Glória do Goitá, cidade da zona da mata de Pernambuco, conhecida como a "Capital do Mamulengo", também há o Museu do Mamulengo, que é dirigido pela Associação dos Mamulengueiros e Artesãos da Glória do Goitá, promovendo sempre apresentações e oficinas. Sem contar que, no próprio museu, podemos encontrar artesãos e mamulengueiros diariamente. Além de vivenciar o folguedo, ainda há bonecos reservados para venda, confeccionados pelos próprios artesãos e pelos Mestres José Lopes, Mestre Bila, Titinha, Mestre Gilberto Lopes.

## Teatro de mamulengos
A apresentação de bonecos pode ser realizada por um ou mais artistas e são carinhosamente chamadas de "brincadeira" devido ao teor alegórico dos eventos teatrais organizados. Neste sentido, a peça teatral é a "brincadeira", o ator é "brincante" e a atuação é o "brincar". Estas intervenções artísticas levam as características regionais nos seus roteiros se adaptando de forma que esses elementos sejam identificados nas falas e nas ações dos personagens.
Quando solo, o 'brincante" principal é o mestre da cerimônia, porém, quando há formação grupal, os mamulengueiros se dividem em uma hierarquia, sendo ela:
- O mestre: este é responsável pela posse do toldo, dos bonecos e do acervo de guarda dos mesmos. É também o dono representativo de todo o material utilizado no espetáculo, o "brincante" de mais experiência entre os membros da equipe e o responsável de ser o pilar principal para fazer os outros abrilhantarem a cena;
- O contramestre: serve como apoio de cena para o mestre o ajudando a manipular os bonecos de cana, fazendo cenas sozinho ou como ponto de apoio aos ajudantes;
- Os ajudantes: o ajudante geralmente é um menino que aceita a função de auxiliar da tolda de boneco que pode atuar tanto dentro como fora. Dentro da tolda, ele é responsável por manipular os bonecos e, fora dela se apresenta em persona e serve como ponta para as piadas, solicitações ou outros pedidos dos personagens dentro do toldo;
- Tocadores: também chamados de folgazões, estes componentes são designados a fazer o acompanhamento sonoro das apresentações.

Estes grupos podem variar conforme as especificidades da proposta e de sua organização interna, mas há registros de até seis componentes por grupo em algumas localidades.